# Паспорт гражданина Венгрии

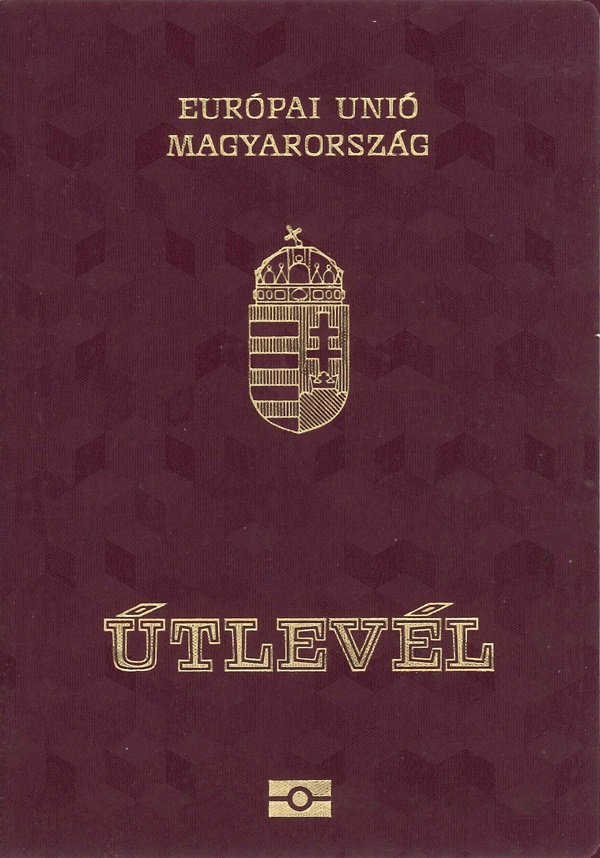
Венгерский биометрический паспорт

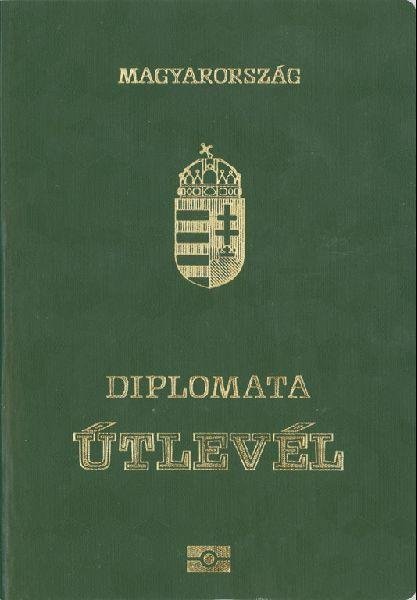
Обложка дипломатического паспорта

Паспорт гражданина Венгрии — документ, выдаваемый гражданам Венгрии для удостоверения личности владельца или для путешествий за границы государства.

## Вид паспорта
С 29 августа 2006 года обычный венгерский паспорт имеет бордовый цвет. Вверху расположены надписи на венгерском языке «Европейский союз» и «Венгерская Республика». Посередине изображён герб страны, а под гербом — надпись «Útlevél» («паспорт», букв. «дорожный лист»). На обложке паспортов, выдаваемых с 1 января 2014 года, вверху написано «Венгрия» (Magyarország), поскольку страна сменила своё название с этой даты.

## Идентификационные данные
В венгерском паспорте присутствуют такие данные:
- Фото владельца
- Тип
- Код (HUN)
- Паспорт №
- Фамилия
- Имя
- Гражданство
- Дата рождения
- Пол
- Место рождения
- Дата выдачи паспорта
- Дата окончания действия паспорта
- Орган, выдавший документ
- Подпись владельца

## Язык
Информация в паспорте предоставляется на венгерском, английском и французском языках.